# 島津重豪
島津 重豪（しまづ しげひで）は、江戸時代中期から後期の大名。島津氏の第25代当主。薩摩藩の第8代藩主。江戸幕府第11代将軍・徳川家斉の正室（御台所）である広大院の父。将軍の岳父として高輪下馬将軍と称されるほど権勢を振るう一方で、学問・ヨーロッパ文化に強い関心を寄せ、蘭癖大名・学者大名としても名を馳せた。

## 生涯
延享2年（1745年）11月、分家の加治木島津家当主・島津久門（後の重年）の長男として生まれた。幼名は善次郎。母の都美は善次郎を出産したその日のうちに19歳で死去する。父が本家に復して薩摩藩主になると、加治木島津家を継ぎ、宝暦3年（1753年）12月、諱を久方（ひさかた、通称は兵庫）とする。父の病弱に加え、翌年2月2日に父の継室・於村が死去し宗家で嗣子誕生が望めなくなったため、同8月に重年の嗣子として本家に迎えられ、忠洪（ただひろ、通称は又三郎）に改名。宝暦5年（1755年）6月、父・重年が死去したため、11歳で家督を継いだ。加治木島津家はこの後、知覧島津家（佐多氏嫡家）当主・島津久峰の長男で重豪の従弟にあたる久徴が名跡継承するまでの19年間、当主不在となる。
宝暦8年（1758年）6月、元服し父と同じく9代将軍・徳川家重の偏諱を賜って重豪に改名、従四位下・左近衛権少将兼薩摩守に叙任される。年少のために祖父の島津継豊が藩政を担った。宝暦10年（1760年）に継豊が死去すると、継豊の弟で重豪の外祖父にあたる島津貴儔に3年間藩政の実権が委ねられた後、重豪が親政を開始し藩政改革に取り組んだ。重豪は蘭学に大変な興味を示し、自ら長崎のオランダ商館に出向いたり、オランダ船に搭乗したりしている。
明和元年（1764年）11月、従四位上・左近衛権中将に叙任される。安永元年（1771年）には藩校・造士館を設立し、儒学者の山本正誼を教授とした。また、武芸稽古場として演武館を設立し、教育の普及に努めた。安永2年（1773年）には、明時館（天文館）を設立し、暦学や天文学の研究を行っている。同年、造士館・演武館以外の場における武術教授や、下級武士による郷中における集団的活動（兵児二才制度における行事など）は禁止された。医療技術の養成にも尽力し、安永3年（1774年）に医学院を設立する。そして、これらの設立した学問所に通えるのは武士階級だけにとどめず、百姓・町人などにも教育の機会を与えている。安永9年（1780年）、外城衆中を郷士に改め、より近世的な支配秩序の形成を図った。
天明7年（1787年）1月、家督を長男の斉宣に譲って隠居し、上総介に遷任されたが、なおも実権は握り続けた。
文化6年（1809年）、斉宣が樺山主税、秩父太郎ら近思録派を登用して緊縮財政政策を行なおうとしたが、華美な生活を好む重豪はその政策に反対して斉宣を隠居させ、樺山らには死を命じた（近思録崩れ）。そして重豪は孫の斉興を擁立し、自らはその後見人となってなおも政権を握った。しかし晩年に下級武士出身の調所広郷を重用し、薩摩藩の天保改革に取り組んだ。調所の財政再建は斉興の親政時に成果を見ている。さらに、新田開発も行なっている。
老いてますます盛んな重豪は、曾孫の斉彬の利発さを愛し、幼少から暫くの間一緒に暮らし、入浴も一緒にしたほど可愛がった。斉彬の才能を高く評価した重豪は、斉彬と共に蘭館医フィリップ・フランツ・フォン・シーボルトと会見し、当時の西洋の情況を聞いたりしている。ローマ字を書き、オランダ語を話すこともできたと言われている重豪と会見したシーボルトは、「重豪公は80余歳と聞いていたが、どう見ても60歳前後にしか見えない。開明的で聡明な君主だ」と述べている。
天保3年（1832年）夏から病に倒れ、天保4年（1833年）1月、江戸高輪邸大奥寝所にて89歳という長寿をもって大往生を遂げた。

## 人物

### 学問
重豪は学問に深く興味を示し、藩校の造士館など学術施設の開設を進めた。「四書五経」をはじめとした儒書や中国の史書・詩文集、和歌の関連書、さらに長崎の町人学者・西川如見が外国について書いた「華夷通商考」などを愛読していた。また、学者の曽占春らに命じて、南西諸島の植物についての本草書『質問本草』、中国語学書『南山俗語考』、百科事典的な農書『成形図説』、鳥飼い趣味に基づく鳥名辞典『鳥名便覧』、『島津国史』などの書物を編纂させた。晩年には、それらの学問的業績をまとめた伝記『仰望節録』を曽占春に書かせた。そのような重豪の向学心は、曽孫の斉彬に受け継がれた。

### 政略結婚
それまで島津家は将軍家や有力大名との婚姻を避ける傾向があった。しかし、重豪は積極的に政略結婚を進める政略に転じ、将軍・家斉に娘を娶わせ、中津藩や福岡藩などの有力譜代大名や外様の大藩に息子たちを養嗣子として送り込んだ。これによって江戸時代後期の政界に絶大な影響力を持ち、「高輪下馬将軍」と称された。

### 浪費家
一方で、これらの政策実行による莫大な出費は、最後には大名貸しから資金調達を拒絶され、遂に市井の高利貸しからも借金する（500万両、現代の価値で約5000億円）羽目となり、後世の史料では「薩摩藩が天文学的な借金を抱える原因を作った殿様」として家臣に糾弾されている。

### 超人的な活力
10代で死去した母や20代で死去した父とは対照的に重豪は非常に頑健な人物であった。80歳を越えても鹿児島から江戸、長崎と各地を東奔西走し、当時の侍医は「80歳だがなおも壮健。書を書くとき、読むときも眼鏡を必要とせず」とまで記している。
また大変という表現すら不足なほどの恐るべき酒豪であり、酒の相手をするのも一苦労であるため、諸家では重豪がやってくるのを（酒の相手をしなくてはならないのを）嫌ったとされる。この重豪を唯一飲み負かすことができたのが牧野千佐であり、彼女は後に重豪の側室となって十三男の黒田長溥を生んでいる。重豪69歳の時の話である。

### 西洋人から見た重豪
- オランダ商館長であったイサーク・ティチングの日本についての情報収集に貢献していたことが、フランスの博物学者で旅行家のシャンパンティユ・コシーニュ（英語版）『ベンガル航海記』に記載され、オランダ東インド会社が解散した1799年にパリで出版された。そこには「将軍の義父がティチングと始終文通を行い、ティチングの目的に必要なあらゆる知識と情報を好意的に与え、日本に関する彼のコレクションを増加させている」とある[7]。
- オランダ商館長であったヘンドリック・ドゥーフの『日本回想録』に、「重豪は、娘を将軍の正室として嫁がせることで幕府と薩摩を結合させ、諸侯を服従させようと企てている」ことが記されている[7]。
- オランダ商館長ヨハン・ウィレム・デ・スチューレルの業務日誌およびシーボルトの『NIPPON』に、知的好奇心旺盛な重豪とその次男の中津藩主・奥平昌高に関する詳細な描写が見られる[8]。

## 官歴
※日付は旧暦
- 宝暦3年（1753年）12月15日、元服し、兵庫久方と名乗る。
- 宝暦4年（1754年）7月、善次郎久方と改める。8月4日、藩主世嗣となり、又三郎忠洪と改める。
- 宝暦5年（1755年）7月27日、藩主となる。
- 宝暦8年（1758年）6月13日、将軍・徳川家重の名を一字賜り、重豪と名乗る。従四位下、左近衛権少将兼薩摩守に叙任。
- 明和元年（1764年）11月13日、従四位上に昇叙し、左近衛権中将に転任する。薩摩守如元。
- 天明7年（1787年）1月29日、隠居。1月30日、上総介に遷任。左近衛権中将如元。
- 天保2年（1831年）1月19日、従三位に昇叙する。

## 系譜
- 父：島津重年（1729-1755）
- 母：島津都美（とみ、1727-1745） - 垂水島津家9代島津貴儔の長女
  - 養妹：梅（母・都美の妹、佐土原藩主・島津久柄正室。なお、養妹になったのは父・重年の死後）
- 正室：保姫（1747-1769） - 徳川宗尹の娘
  - 長女：於悟（悟姫とも、宝暦13年（1763）11月-明和元年（1764）7月26日）
- 継室：綾姫（多千姫、玉貌院、権大納言・甘露寺規長の娘、?-安永4年（1775）10月26日）
- 側室：慈光院（お登勢の方、?-1801） - 市田貞行の娘
  - 次女：敬姫（奥平昌男の婚約者、明和7年（1770）8月21日-天明8年（1788）4月24日）
  - 三女：広大院（茂姫、於篤、1773-1844） - 徳川家斉御台所
  - 四女：於夏（於厚とも、安永5年（1776）4月-安永7年（1778）6月13日）
  - 六女：牧姫（於陽、安永7年（1778）2月-天明4年（1784）7月26日）
- 側室：春光院（お千万の方、1747-1811） - 中納言・堤代長の娘
  - 長男：島津斉宣（1774-1841） - 9代藩主
  - 五女：於克（安永5年（1776）11月-安永7年（1778）5月3日）
  - 三男：（名前未詳、天明2年（1782）3月18日-天明2年3月23日）
- 側室：鈴木弥藤次の娘（「実母」をお登勢の方として公表）
  - 次男：奥平昌高[注釈 3]（1781-1855） - 奥平昌男の婿養子
- 側室：於房（島津式部少輔密子筋[注釈 4]）
  - 四男：亀五郎（天明4年（1784）2月28日-天明4年7月28日）[注釈 5]
  - 五男：感之介（天明5年（1785）8月17日-天明6年（1786）4月11日）[注釈 6]
  - 六男：島津忠厚（1782-1847） - 今和泉島津家島津忠温の養子[注釈 7]
- 側室：於富貴方（石井氏）
  - 八男：有馬一純（時之丞、久亮、久昵、1789-1834） - 丸岡藩5代藩主・有馬誉純の養嗣子、のちに廃嫡
- 側室：於里江（松元盛右衛門妹、有川十右衛門養女）
  - 九男：為次郎（寛政2年（1790）12月21日-寛政8年（1796）7月5日、養母：お登勢の方）
- 側室：於曽美（杉浦作兵衛政信の娘、高木玄達養女）
  - 十男：乗之助（寛政7年（1795）6月29日-寛政9年（1797）3月7日）
  - 十一男：逢之進（蓬之進とも、寛政10年（1798）7月（6月21日とも）-寛政11年（1799）7月20日）
  - 十二男：豹治良（豹治郎とも、享和2年（1802）11月28日-文化元年（1804）3月3日）
  - 十四男：南部信順（1813-1872） - 南部信真の婿養子
- 側室：谷周右衛門政相の娘
  - 八女：富姫（文化5年10月6日（1808年11月23日） - 文化8年1月8日（1811年2月1日））
  - 九女：孝姫（壽姫、孝子、柔正院、1809-1862） - 久松松平定和正室
- 側室：牧野千佐[注釈 8]
  - 十三男：黒田斉溥（長溥）（1811-1887） - 黒田斉清の婿養子[10]
- 側室：関金蔵有富の娘
  - 十女：親姫（戸田氏正正室）
- 側室：田上荘司則照の娘
  - 十一女：淑姫（柳沢保興正室）
  - 十二女：桃令院（貢姫、1817-1891） - 戸沢正令正室
- 側室
  - 七女：於礼（松平但馬守養女）[注釈 9]
  - 七男：省之進（島津久徴養子）[注釈 9]

- 養子
  - ※加治木家の次代当主：島津久徴（1752-1809） - 知覧島津家（佐多氏嫡家）当主の島津久峰の長男、重豪の従弟にあたる）
  - 養女：雅姫（明子、1775-1812） - 久徴の娘、島津忠持正室。実は重豪ご落胤[注釈 9]
  - 養女：立姫（於並、実父：島津忠厚、実母：市田盛常の娘、水野忠実正室、享和元年（1801）3月23日-文政3年（1820）7月12日）
  - 養女：壽姫（寿子、妙倫院、実父：脇坂安董、実母：津守厚養の娘、内藤政優正室）

※上記については
- 「御家譜」（『鹿児島県史料集』6所収）
- 「近秘野艸」（『鹿児島県史料』「伊地知季安著作史料集六」所収）

を参考としたが、重豪の家族関係は史料によって大同小異が多く、諸書によって記述もまちまちで、確定していない関係も多い。